# Рудольф Юнкер
Рудольф Юнкер (нім. Rudolf Junker; 12 березня 1895, Дармштадт — 21 червня 1980, Ессен) — німецький офіцер, контрадмірал крігсмаріне (1 грудня 1942). Кавалер Німецького хреста в сріблі.

## Біографія
1 квітня 1913 року вступив на флот кадетом. Пройшов підготовку у військово-морському училищі в Мюрвіку (1914) і на важкому крейсері «Герта». Учасник Першої світової війни, служив на легких крейсерах, з червня 1917 року — на міноносцях. Спеціаліст з використання торпедного обладнання. 21 червня 1919 року інтернований союзниками, 31 січня 1920 року звільнений і зарахований на флот. З 27 липня 1920 року — командир 8-й півфлотилії мінних катерів, з 29 вересня 1921 року — командир роти і ад'ютант корабельної кадрованій дивізії «Нордзе». З 8 жовтня 1923 року — вахтовий офіцер 4-й півфлотилії міноносців, з 1 січня 1924 року — вахтовий офіцер, потім командир 3-ї, з 29 вересня 1925 року — командир 4-ї півфлотилії міноносців. З 24 вересня 1926 року — торпедний офіцер на лінійному кораблі «Шлезвіг-Гольштейн». 20 вересня 1927 року переведений в училище торпедної справи і зв'язку, деякий час виконував обов'язки його начальника. З 21 березня 1932 року — торпедний офіцер, з 24 вересня 1932 року — навігаційний офіцер, з 19 січня 1933 року — 1-й офіцер крейсера «Емден». З 1 квітня 1933 року — навігаційний офіцер броненосця «Дойчланд». 24 вересня 1934 року як фахівець з торпедного обладнання був переведений в Управління військово-морських озброєнь Морського керівництва (з 1935 року — ОКМ) радником, 1 жовтня 1937 року очолив в його складі управлінську групу, а 29 січня 1938 року — Відділ підводного озброєння.
З 3 листопада 1938 року — начальник штабу торпедної інспекції. 18 лютого 1943 року очолив Торпедний випробувальний інститут в Еккерн-фіорді, а 4 грудня 1944 року став останнім в історії Третього Рейху інспектором торпедних озброєнь. Після закінчення війни Юнкер продовжував виконувати свої обов'язки і 1 червня 1945 року очолив управління торпедних озброєнь ОКМ. 21 вересня 1945 року заарештований союзниками. 18 квітня 1947 року звільнений.

## Нагороди
- Залізний хрест
  - 2-го класу (27 січня 1916)
  - 1-го класу (11 лютого 1920)
- Почесний хрест (Шварцбург) 3-го класу з мечами (7 листопада 1917)
- Почесний хрест ветерана війни з мечами (30 листопада 1934)
- Медаль «За вислугу років у Вермахті»
  - 4-го, 3-го і 2-го класу (18 років; 2 жовтня 1936) — отримав 3 нагороди одночасно.
  - 1-го класу (25 років; 16 березня 1938)
- Хрест Воєнних заслуг
  - 2-го класу з мечами (19 грудня 1940)
  - 1-го класу з мечами (20 квітня 1942)
- Німецький хрест в сріблі (22 серпня 1944)